# Ivar Halfdansson
Ivar Halfdansson (n. 750) fue un caudillo vikingo, jarl de Oppland, Noruega. Según la saga Orkneyinga, hijo de Halfdan Sveidasson y padre de Eystein Glumra y Sigurd Ivarsson. Algunos estudios lo vinculan como bisabuelo de Hrolf Ganger de Normandía, pero existen lagunas importantes sobre su fiabilidad histórica.